# 國家美式足球聯會北區
國家美式足球聯會北區是國家美式橄欖球聯盟國家美式足球聯會的一個分區，現有四隊，分別為芝加哥熊、底特律雄獅、綠灣包裝工、明尼蘇達維京人。
該隊伍成立於1967年，是NFL西部聯盟的中心區域，在AFL-NFL合併之前已存在三個賽季。